# Washington Township (Dubuque County, Iowa)
Die Washington Township ist eine von 17 Townships im Dubuque County im Osten des US-amerikanischen Bundesstaates Iowa. 

## Geografie
Die Washington Township liegt im Osten von Iowa rund 20 km südlich von Dubuque, dem am Iowa von Wisconsin und Illinois trennenden Mississippi gelegenen Zentrum der Region.
Die Washington Township liegt auf 42°20′14″ nördlicher Breite und 90°43′36″ westlicher Länge und erstreckt sich über 93 km². 
Die Washington Township grenzt innerhalb des Dubuque County im Westen an die Prairie Creek Township, im Nordwesten an die Vernon Township, im Norden an die Table Mound Township und im Nordosten an die Mosalem Township. Im Osten und Süden grenzt die Washington Township an das Jackson County.

## Verkehr
Durch die Washington Township verläuft in Nord-Süd-Richtung der U.S. Highway 61, der die kürzeste Verbindung von Dubuque zu den südlich gelegenen Quad Cities bildet. Im äußersten Nordwesten führt ein kleiner Abschnitt des zum Freeway ausgebauten U.S. Highway 151 durch die Washington Township. Alle weiteren Straßen innerhalb der Township sind County Roads und weiter untergeordnete und zum Teil unbefestigte Straßen. 
Der Dubuque Regional Airport liegt unmittelbar nördlich der Washington Township.

## Bevölkerung
Bei der Volkszählung im Jahr 2010 hatte die Township 432 Einwohner. Innerhalb der Washington Township gibt es neben Streubesiedlung mit Zwingle nur eine selbständige Gemeinde (mit dem Status "City"). Sie liegt zu einem Teil im benachbarten Jackson County.